# Коконопрядоподібні
Коконопрядоподібні (Lasiocampoidea) — надродина лускокрилих з інфраряду Різнокрилі метелики (Heteroneura). До надродини відносять дві родини: Коконопряди (Lasiocampidae), що мають глобальне поширення, та Anthelidae, які зустрічаються тільки в Австралії та Новій Зеландії. Відомо понад 1600 видів у 158 родах.
Група тісно пов'язана в Bombycoidea, а іноді й об'єднана з ними. Відрізняються від них тим, що личинки покриті волосками, тоді як у останніх личинки голі.

## Опис
Представники надродини це від середнього до великого розміру, значною мірою волохаті метелики з широкими крилами. Ротовий апарат, як правило, сформований ще й у дорослих метеликів. Антени пероподібні у самців та ниткоподібні або у формі вузького пера у самиць. Личинки, переважно, густо покриті короткою щетиною, проте трапляються види із довгими волосками.